# Afonin
Afonin je priimek več oseb:
- Ivan Mihailovič Afonin (1904–1979), sovjetski general
- Semjon Anisimovič Afonin (1900–1944), sovjetski general
- Valentin Afonin (1939–2021), sovjetski nogometaš